# De duivel in de witte stad
De duivel in de witte stad: Moord, magie en waanzin op de Wereldtentoonstelling die Amerika veranderde (Engels: The Devil in the White City: Murder, Magic, and Madness at the Fair That Changed America) is een Amerikaans non-fictieboek van schrijver Erik Larson. Het boek volgt seriemoordenaar H. H. Holmes en architect Daniel H. Burnham in het Chicago van de jaren 1890.
Het boek prijkte in 2003 bovenaan de New York Times-bestsellerlijst.

## Inhoud
In De duivel in de witte stad combineert schrijver Erik Larson de verhalen van seriemoordenaar H. H. Holmes en Daniel H. Burnham, de hoofdarchitect van de Chicago World's Fair uit 1893. Tijdens de wereldtentoonstelling bouwde Holmes zijn "Murder Castle", een hotel dat over geheime ruimtes, een dissectietafel, crematorium en gaskamer beschikte. In dat hotel bracht hij tijdens de wereldtentoonstelling mensen om het leven en liet hij hun lichamen verdwijnen.

## Bekende figuren
Een overzicht van de bekende figuren die in het boek aan bod komen:
- H. H. Holmes
- Daniel H. Burnham
- John Wellborn Root
- George Ferris
- Frank Millet
- Louis Sullivan
- Richard Morris Hunt
- Frederick Law Olmsted